# Třída Osvetnik
Třída Osvetnik  byla třída ponorek jugoslávského královského námořnictva. Za druhé světové války byly ponorky ukořistěny Itálií, zařazeny do jejího námořnictva a později ztraceny.

## Pozadí vzniku
Celkem byly francouzskou loděnicí Ateliers et Chantiers de la Loire v Nantes postaveny dvě jednotky této třídy, pojmenované Osvetnik a Smeli. Na vodu byly spuštěny v letech 1928–1929.

## Konstrukce
Výzbroj tvořilo šest 550mm torpédometů, jeden 100mm kanón a jeden 40mm protiletadlový kanón. Pohonný systém tvořily dva diesely a dva elektromotory. Nejvyšší rychlost dosahovala 14,5 uzlu na hladině a 9 uzlů pod hladinou.

## Operační služba
Služba plavidel v jugoslávském námořnictvu skončila kvůli okupaci země v dubnu 1941. Obě ponorky ukořistila Itálie a zařadila je do královského námořnictva jako Francesco Rismondo (ex Osvetnik) a Antonio Bajamonti (ex Smeli). Ponoky byly za války ztraceny – Francesco Rismondo dne 18. září 1943 a Antonio Bajamonti dne 9. září 1943.